# Джарахов Ельдар Казанфарович
Ельдар Казанфарович Джарахов (рос. Эльдар Казанфарович Джарахов, також відомий як Шерсть), нар. 12 липня 1994 року, село Сторожевські Хутори, Усманський район, Липецька область, Росія) — російський відеоблогер і реп-виконавець. Учасник і співзасновник колективів «Успешная группа» і «КликКлак».

## Біографія

### Ранні роки
Ельдар народився 12 липня 1994 року в російському селі Стрижевські Хутори Липецької області. У 5 років лікарі виявили у нього цукровий діабет. У 6 років з родиною переїхав до Новокузнецьку в Кемеровську область, де почав займатися музикою. За національністю — лезгин.
Для участі в одному з шкільних концертів Ельдар зі шкільним приятелем Олександром Смирновим створив реп-групу Prototypes MC's. Перші виступи записувалися на старий телефон, ніде не публікувалися. До 2010 року група була кілька разів запрошена в клуби для проведення в них концертів.

### Початок кар'єри
У десятому класі Ельдар з колишнім однокласником Олександром Смирновим (Тілекс) починають записувати перші відео, викладаючи їх на YouTube. В основному це були короткі гумористичні ролики розмовної тематики і скетчі. Один скетч потрапив до випуску шоу Іллі Медісона «Днище», присвяченого невдалим відеороботам, де отримав розгромний відгук.
У вересні 2012 року колектив ввів нову назву для свого дуету — «Успішна група». Першою роботою групи став відеокліп, присвячений спільноті MDK в соціальній мережі «ВКонтакте». Про цю роботу дізналася адміністрація спільноти, високо оцінила роботу, і запропонувала співпрацю. Кількість переглядів за кілька місяців досягло позначки в один мільйон, а через більш п'яти років після випуску кліпу лічильник нараховує більше шести мільйонів переглядів [20].
«Успішна група» продовжила старанну роботу, і незабаром вийшов ще один кліп з назвою «Червоний мокасин». У цьому ролику Ельдар разом з друзями пародіює найпопулярніший в той час відеоролик на YouTube — «Gangnam Style». Це відео стало більш популярно, ніж перший ролик групи, і набрало понад вісім мільйонів переглядів.
Приблизно через півроку після виходу першого кліпу до колективу приєднується ще один учасник — Ілля Прусікін. Спільний проект вони назвали «КлікКлакБенд». Команда продовжувала знімати відеокліпи, в яких зображала різних персонажів: від розбещених підлітків до кавказьких джигітів, іноді знімала відеоролики-пародії на популярні в мережі музичні кліпи.
У 2013 році Ельдара разом з командою вперше запросили для виступу на великій сцені. «Успішна група» дала концерт в нічному клубі Санкт-Петербурга «Цоколь». До кінця року колектив починає перший тур по країні, виступаючи в різних містах Росії, одночасно поширюючи свої відеопроекти. В цьому ж році Джарахов переїжджає з Новокузнецька в Москву
З 2014 року відеоблогер не припиняє працювати над створенням нових проектів. Був створений проект «В гостях у захрип». Це невеликі відеоролики, в кожному з яких в гості до захрип (псевдонім Ельдара в цьому шоу) приходили популярні відеоблогери для розмови на теми, що цікавлять громадськість.

### Теперішній час
19 вересня 2014 року Ельдар створює новий канал під назвою «dzharakhov» (пізніше Ельдар Джарахов, далі Джахаров), на якому публікує відеоролики у форматі влогів, кар'єру музиканта завершує.
28 липня 2017 року вийшов розмовний відеоролик, в якому Ельдар розповів про майбутню паузу на його особистому каналі в зв'язку з його тривалою депресією і однотипністю влогових роликів, що виходять на його каналі. Пізніше Ельдар відновив вихід роликів на своєму каналі, змінивши його формат на пародії, однак в березні 2018 року знову почав викладати відео в жанрі «влоги».
19 вересня 2018 року випустив дебютний музичний альбом «Rock'n'Rofl» з 12 пісень.

## Нагороди і премії
| рік  | премія              | категорія                 | результат |
| ---- | ------------------- | ------------------------- | --------- |
| 2013 | Медіа премія Рунету | Кращий відеопроект Рунету | Перемога  |
| 2015 | Відфест             | Лайк за музику            | Перемога  |
| 2016 | Відфест             | Лайк за лайфтайл          | Перемога  |
| 2017 | Відфест             | Лайк за пісню             | Перемога  |

## Дискографія

### Студійні альбоми
- 2018 — «Rock'n'Rofl»

### Пісні
- 2017 — «Блокеры»
- 2017 — «Дисслайк» (при уч. Тилэкс)
- 2018 — «Делориан»
- 2018 — «Game Over»
- 2018 — «Пьём»
- 2019 — «Гена Букин» (при уч. Тилэкс, Big Russian Boss, Young P&H, DK, Моргенштерн & ХЛЕБ)
- 2019 — «В долгий путь»
- 2019 — «Ветер перемен»

### Участь в альбомах інших виконавців
- СД — «Mixtape King Vol. 3» («Чёрный список»)
- Хлеб — «Пушка» («Алиэкспрессгэнг»)
- Bizin — «Coffeeshop» («Пламя»)
- Bumble Beezy — «111111» («Тет-а-тет»)